# ليمان (أوكرانيا)
ليمان (بالأوكرانية: Лиман) و (بالروسية: Лиман) والمعروفة منذ 1925 حتّى عام 2016 باسم ليمان الحمراء (بالأوكرانية: Красний Лиман) وتُلفظ كراسني ليمان، هي مدينة في مقاطعة دونيتسك في أوكرانيا. إدارياً دُمجت لتصبح مدينة ذات أهمية للمقاطعة لكنها كانت حتّى 2016 بمثابة المركز الإداري لـِ منطقة ليمان، لا تزال تعمل كمركز مجتمع إقليمي. عدد سكانها20,469 (تقديرات عام 2021).

## منذ 2015
في أعقاب قانون 2015 الخاص باجنثاث الشيوعية في أوكرانيا ، غُير اسم المدينة من كراسني ليمان إلى ليمان. تمت الموافقة على الاسم الجديد من قبل البرلمان الأوكراني في 4 فبراير 2016.
ليمان تقاطع مهم للسكك الحديدية. اعتباراً من 30 أبريل 2022 كانت موضع نزاع حيث حاولت القوات الروسية التقدم غرباً خلال الحرب الروسية الأوكرانية 2022، وفي 25 مايو أصبحت المدينة بالكامل تحت السيطرة الروسية.

## التركيبة السكانية
حسب الإحصاء الأوكراني عام 2001:
- أوكران: 54.4%
- روس: 43.8%
- بيلاروس: 0.6%